# Flughafen Nauru

i7
```
   
i7.2
```

i11
i13
Der Internationale Flughafen der Republik Nauru (englisch Nauru International Airport, IATA-Code: INU, ICAO-Code: ANYN) ist der einzige Flughafen des Inselstaates Nauru. Er liegt im Südwesten der Insel in den Distrikten Yaren und Boe.

## Geschichte
Der Flughafen wurde im Januar 1943 von etwa 1500 japanischen und koreanischen Arbeitern sowie weiteren 300 Nauruern und Kiribatiern gebaut, als Nauru während des Zweiten Weltkriegs von der japanischen Armee besetzt war. Der Flughafen diente in erster Linie dem besseren Transport von Soldaten und Material zwischen Nauru und Japan.
Mit der Unabhängigkeit Naurus 1968 und der Gründung der Air Nauru 1970 wurde der Flughafen für den Personen- und Cargo-Verkehr modernisiert und ausgebaut. Zurzeit gibt es einen Passagier-Terminal, einen Cargo-Terminal, zwei Flugzeugstandplätze, zwei Gates, drei Check-in-Plattformen, ein Flughafenhotel, eine Bank und ein paar Restaurants mit VIP-Lounge und Snackbar. Zu den Cargo-Einrichtungen gehören ein Warenlager und ein Tiefkühlspeicher. Die einzige Start- und Landebahn (Runway 12/30) ist 2150 Meter lang und maximal für Flugzeuge von der Größe einer Boeing 737-400 geeignet.
Der Flughafen wird momentan (Stand Februar 2020) nur von Nauru Airlines angeflogen; früher betrieb auch die staatliche Fluggesellschaft der Marshallinseln (Air Marshall Islands) eine Verbindung.

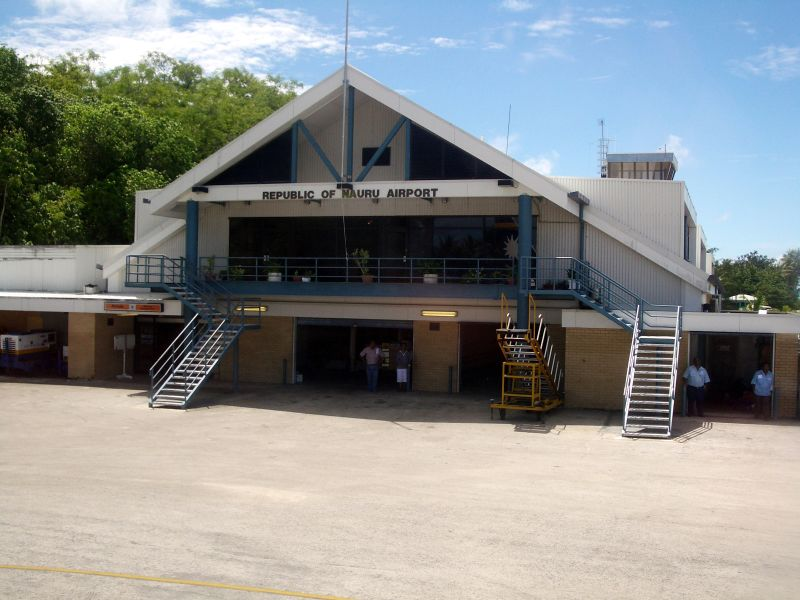
Flughafengebäude